# 김진혁 (축구 선수)
김진혁(한국 한자: 金鎮赫, 1993년 6월 3일 ~ )은 대한민국의 축구 선수이며, 포지션은 스트라이커와 센터백으로 뛸 수 있다. 현 K리그1 대구 FC에서 활약하고 있다.

## 클럽 경력
초등학교 6학년 때 축구를 시작하였고, 처음에는 공격수로 시작하였다. 숭실대학교 재학 시절에는 김승준과 호흡을 맞추며 활약했고, 김진혁이 김승준 보다 약간 뒤에서 활동하는 형태였다. 2014년 12월 9일 K리그의 마지막 신인 드래프트를 통해 대구 FC에 입단했다.
입단 직후, 대한민국 U-22에 발탁되어 킹스컵에 참가하고, 우승을 차지했다. 그러나 프로 첫 해인 2015년에는 브라질 출신 공격수 조나탄에게 밀려 출전 기회를 잡지 못했다. 2015시즌에는 15경기에 출전하여, 총 5차례의 슈팅과 0골 0도움을 기록하였다.
2016시즌 내셔널리그의 울산 현대미포조선 돌고래로 1년간 임대되었다. 미포는 이 시즌에 우승을 차지했다. 김진혁이 임대되어 있는 동안, 구단은 K리그 챌린지에서 K리그 클래식으로의 승격에 성공하였다.
2017 시즌 김진혁은 등번호 30번을 부여받고, 대구 FC로 복귀하였다. 손현준 감독은 김진혁의 좋은 신체 조건을 눈여겨 보고, 동계 훈련 동안 센터백으로 훈련 시켰다. 박태홍, 한희훈 등 기존의 센터백들과 경쟁하면서 자리를 지켰다. 7월에는 수비수로 출전하면서도 3골을 기록했는데, 7월 1일 강원 FC를 상대로 장거리 슛을 성공시키며 큰 화제를 모으기도 했다.
2019시즌에는 본래 포지션이었던 공격수로도 출장하고 있다. 2019년 4월 3일 인천 유나이티드와의 경기에서 전반 29분과 전반 45분에 각각 시즌 1,2호골을 기록했다. 이 활약상을 통해서 2019 K리그1 5라운드 라운드 MVP에 선정되었다.한편 2019년 4월 12일에 상주 상무에 합격하면서 시즌 중반기부터는 상주 상무소속으로 활동하는 사실이 알려졌다. 4월 1달간 4골 1도움의 활약을 한 김진혁은 2019년 4월 K리그 이달의 선수상을 수상했다.
2019년 5월부로 상주 상무에 입대했다가 2020 시즌 후에 군 복무를 마치고 대구로 복귀하였다.
2021 시즌을 앞두고 대구의 주장으로 선임되었다.

## 수상

### 구단

#### 울산 현대미포조선 돌고래
- 내셔널리그 : 2016 (우승)

#### 대구 FC
- FA컵 : 2018 (우승)

### 국가대표

#### 대한민국 U-22
- 킹스컵 : 2015 (우승)